# Balclutha (Schiff)
Die Balclutha (ex Pacific Queen ex Star of Alaska ex Balclutha) ist ein 1886 in Schottland gebautes Vollschiff und liegt heute als Museumsschiff im San Francisco Maritime National Historical Park in den Vereinigten Staaten.

## Geschichte
Gebaut wurde die Balclutha 1886 für Robert McMillan aus Dumbarton am Clyde. Der Name des bei der Werft Charles Connell & Company in Glasgow aus Stahl entstandenen Schiffes ist vom schottisch-gälischen Begriff Baile Chluaidh abgeleitet und bedeutet „Stadt am Clyde“, dem alten Namen Dumbartons. Die Jungfernreise führte um Kap Hoorn nach San Francisco. Das Schiff führte in der Folgezeit Reisen mit Getreide, Reis, Wolle oder Guano als Ladung durch und passierte siebzehnmal Kap Hoorn innerhalb von 13 Jahren und hält damit den Rekord für die häufigste Umrundung dieses berüchtigten Kaps.
Bis 1899 lief das Schiff unter britischer, danach bis 1902 unter hawaiianischer und danach, nach einem Verkauf an die San Franciscoer Reederei Pope & Talbot, unter US-amerikanischer Flagge. Pope & Talbot setzte das Schiff in Charter der Alaska Packers' Association mit bis zu 300 Mann Besatzung in der Lachsfahrt ein. Die Reisen nach Alaska begannen im April, dort wurde bis zum September Lachs gefangen und zu Konserven verarbeitet. Nach einer Grundberührung an der Insel Sitkin bei der Kodiak-Insel erlitt das Schiff einen schwerwiegenden Wassereinbruch, woraufhin der Havarist für 500 US-Dollar an Alaska Packers veräußert wurde. Diese barg die Balclutha, benannte sie am 16. Mai 1904 in Star of Alaska um und setzte sie weiterhin in der Lachsfahrt ein. 1911 verlängerte man das Poopdeck bis zum Hauptmast, um mehr Platz für die Besatzung zu schaffen. Bis 1930 führte man diese Fahrten weiter fort und legte sie danach bis 1933 in Alameda auf.
1933 erwarben Frank und Rose Kissinger das Schiff für $ 5.000 und setzte sie unter dem Namen Pacific Queen als schwimmende Filmkulisse ein. Außerdem diente sie den beiden als Zuhause. Sie hatte einen silberfarbenen Anstrich, rote Masten und Rahen und war damit eine sehr auffällige Erscheinung, die oft die amerikanische Pazifikküste auf- und abfuhr. Von 1939 bis 1941 lag sie am Osten der Fisherman's Warf an Pier 41 nahe dem Embarcadero in San Francisco, musste aber den Platz für kriegswichtige Schiffe räumen. Sie wurde nach Sausalito auf einen Platz im Schlickwatt gesetzt und verfiel langsam. Nach dem Zweiten Weltkrieg wurde sie von ihren Eignern nach Long Beach verlegt, da ein Platz am Embarcadero nicht zugesprochen wurde, und wurde als „Letzte einer aussterben Rasse“ ausgestellt. 1951 erfolgte die Rückverlegung nach Sausalito, wo Frank und Rose Kissinger (sie besaß als eine der wenigen Frauen in den Vereinigten Staaten ein Kapitänspatent) mit Restaurierungsarbeiten begannen. Als Frank Kissinger im November 1952 starb, lag das Schiff in schlechtem Zustand auf den Bänken bei Sausalito. Dort entdeckte Karl Kortum, der Direktor des Schiffahrtsmuseums von San Francisco das Schiff und kaufte es 1954 für 25.000 Dollar von Rose Kissinger. Das Schiff wurde daraufhin in Balclutha zurückbenannt und restauriert. Heute liegt es als Teil des „San Francisco Maritime National Historical Park“ am Hyde Street Pier im Westen der Fisherman’s Wharf.